# Mouvement pour la justice et la réhabilitation du Niger
Le Mouvement pour la justice et la réhabilitation du Niger (MJRN) est un groupe armé toubou formé en 2016 au Niger.

## Historique
Le mouvement apparaît le 8 septembre 2016, par un communiqué signé par son « président par intérim », Adam Tcheke Koudigan, qui déclare : « Le Mouvement pour la justice et la réhabilitation du Niger informe l’opinion nationale et internationale de son intention d’avoir recours à la lutte armée pour obtenir nos droits fondamentaux. [...] Le gouvernement du Niger est resté complètement indifférent à nos revendications plus que légitimes. Malgré nos cris de détresse face aux dégâts écologiques des sites pétroliers [...] la dégradation de nos territoires de pâturages et de nos conditions de vie [...] les autorités de la république du Niger sont muettes à nos revendications »,. 
Le MJRN réclame le développement des régions des provinces de Kawar et Manga, situées dans les régions d'Agadez et Diffa. Il s'en prend également à la China National Petroleum Corporation (CNPC) accusée de faire « des millions de dollars de bénéfice sur les sites pétroliers » tout en faisant « payer le prix fort [...] sur le plan environnemental » aux « riverains »,.
Le groupe utilise le sud de la Libye comme base arrière, mais en 2019 une offensive de l'Armée nationale libyenne provoque la fuite des rebelles du MJRN. Le 3 février, 121 de leurs combattants menés par Mahamat Tinaymi se rendent à l'armée nigérienne à Madama. Une cérémonie de désarmement a lieu à Dirkou le 11 février.